# Carollia subrufa
Carollia subrufa är en fladdermusart som först beskrevs av Hahn 1905.  Carollia subrufa ingår i släktet Carollia och familjen bladnäsor. IUCN kategoriserar arten globalt som livskraftig. Inga underarter finns listade i Catalogue of Life.
Arten når en kroppslängd (huvud och bål) av 56 till 78 mm och en vikt av cirka 18 g. Svansen är bara 5 till 15 mm lång. Pälsen har en rödbrun till mörkbrun färg. På hakan finns en vårta som är omgiven av mindre vårtor. De mindre vårtorna bildar ett U eller V.
Denna fladdermus förekommer i Centralamerika från södra Mexiko till Costa Rica. Den vistas i låglandet och i låga bergstrakter upp till 1200 meter över havet. Habitatet utgörs av mera torra skogar och andra områden med träd.
Individerna vilar i grottor, trädens håligheter och byggnader. De äter olika frukter och grönsaker. Ungarna föds under sena våren och under hösten. Födan kompletteras med några insekter och nektar. Carollia subrufa är aktiv på natten. Per kull föds en unge.